# 隱魣
劍形魣為輻鰭魚綱鱸形目鯖亞目金梭魚科的其中一種，分布於東南太平洋區的秘魯及加拉巴哥群島海域，棲息深度3-24公尺，體長可達91公分，棲息在沿岸淺水域，屬肉食性，以魚類為食，可做為食用魚及遊釣魚，具利齒，易造成創傷。